# Chiesa del Primato di Pietro
La chiesa del Primato di Pietro è un luogo di culto cattolico di Tabga, in Galilea, nello Stato di Israele, posizionata sulle rive del lago di Tiberiade.
Essa fa riferimento all'episodio evangelico del conferimento a Pietro del primato all'interno del gruppo degli Apostoli e della Chiesa (cfr. Giovanni 21,1-19).

## Storia
Scavi effettuati dai Francescani ne 1968 hanno portato alla luce tracce di un'antica cappella d'epoca bizantina e datata tra IV e V secolo, che cadde con le invasioni persiana ed araba. Nei secoli successivi continuano le testimonianze di pellegrini che affermano l'esistenza sul luogo di un edificio religioso, chiamato Chiesa degli Apostoli o dei Dodici Troni. I crociati nel XII secolo aggiunsero alla chiesa un castello fortificato; il tutto cadde con la fine del regno crociato.

## Caratteristiche
La chiesa attuale fu costruita dai francescani nel 1933. All'interno è conservata una roccia, chiamata Mensa Christi, che la tradizione afferma essere quella su cui Gesù, dopo la pesca miracolosa, preparò da mangiare ai suoi discepoli e conferì il primato a Pietro. Su questa stessa roccia si prostrò in preghiera papa Paolo VI durante il suo pellegrinaggio in Terra santa nel 1964.

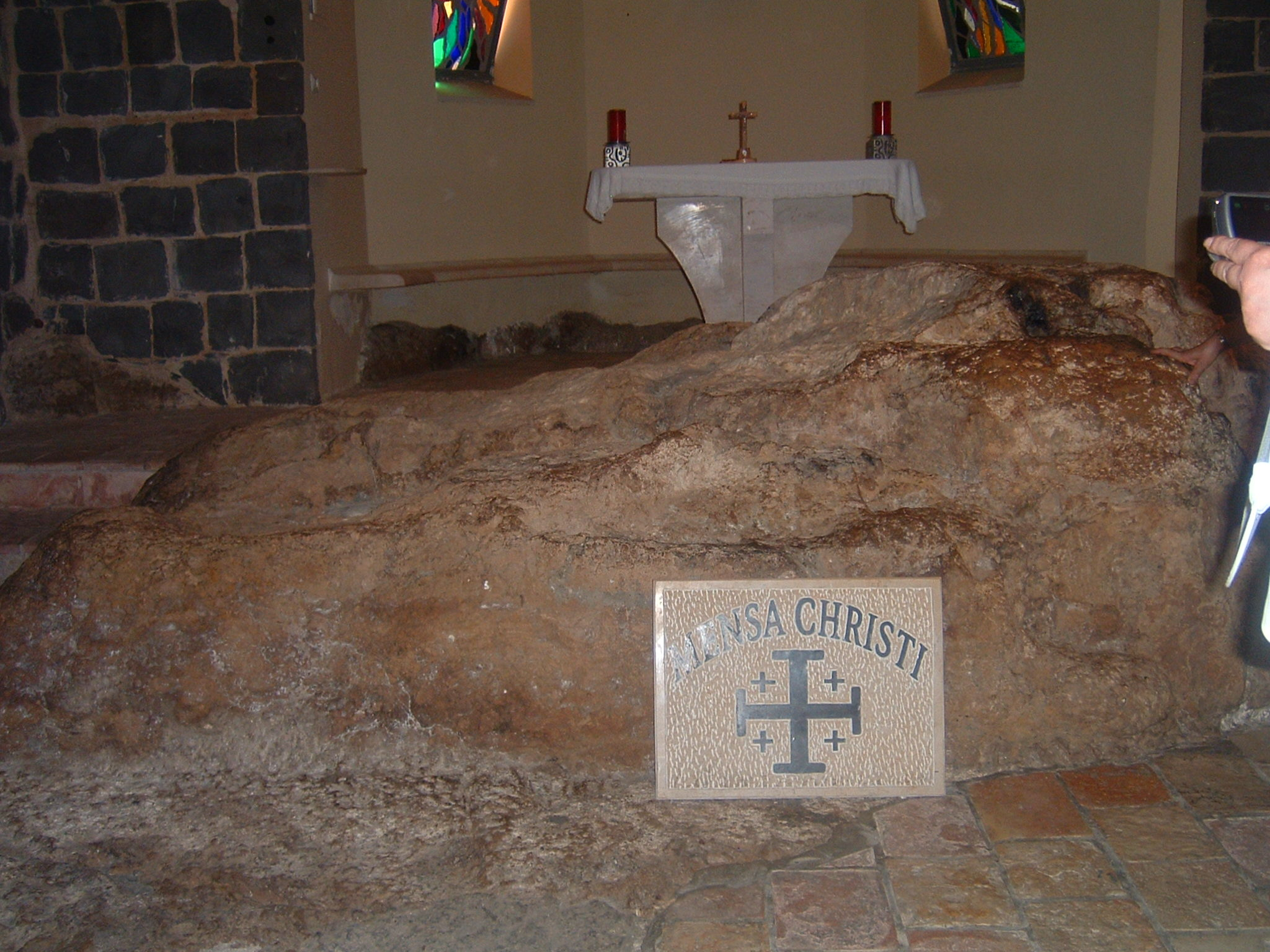
La roccia conservata all'interno della chiesa e denominata Mensa Christi
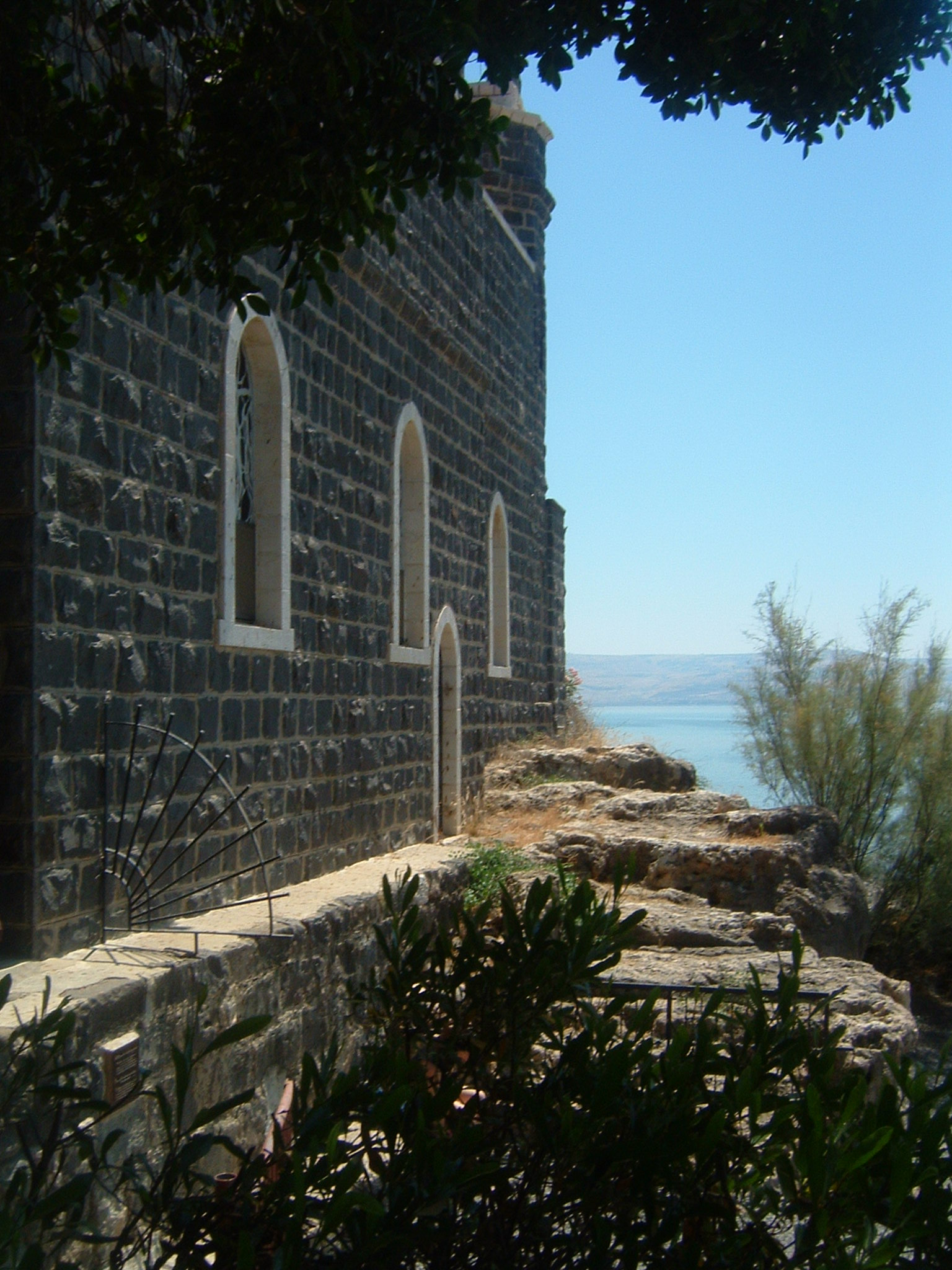
Esterno della chiesa, si notano i resti di una scalinata risalente al periodo romano e descritta dalla pellegrina Egeria